# Темен (пьеса)
«Темен» (др.-греч. Τήμενος) или «Темениды» — трагедия древнегреческого драматурга Еврипида (V век до н. э.) на сюжет, связанный с мифами о Гераклидах. Её текст почти полностью утрачен, сохранился только набор небольших фрагментов в составе «Антологии» Стобея. Создание и первую постановку пьесы разные исследователи датируют временем между 422 и 406 годами до н. э. При этом у современных актиковедов нет полной уверенности в том, что трагедия «Темен» или «Темениды» действительно существовала.
Главный герой трагедии — Темен, легендарный царь Дориды и Аргоса, правнук Геракла. Исследователям остаётся только строить предположения о сюжете пьесы. Автор статьи о Темене в «Паули-Виссова» Максимилиан Майер полагает, что Еврипида должны были заинтересовать неурядицы в семье этого персонажа: Темен предпочитал своим сыновьям зятя Деифонта, из-за этого либо стал жертвой заговора, либо был вынужден покинуть родину.